# Ожоговая болезнь
Ожоговая болезнь является комплексным ответом организма на ожоговую травму. Это состояние возникает при поверхностных ожогах, если ими занято более 30 % тела у взрослых; при глубоких ожогах (3—4-й степеней) — более 10 % тела у взрослых и 5 % у детей; у ослабленных лиц с сопутствующими заболеваниями может развиваться при глубоких ожогах 3 % поверхности тела  .
Также ожоговая болезнь может усугубляться различными осложнениями, которые разделяют на местные и общие, первичные и вторичные, ранние и поздние. В результате этих осложнений могут развиваться лимфаденит, гнойный целлюлит, абсцессы, гангрена конечностей 
Заболевание, которое вызывает сложный комплекс клинических, анатомо-морфологических, биохимических, иммунных, обменных и других расстройств, изменений и нарушений, возникающих в организме человека с ожогом .
Наиболее частой причиной ожоговой болезни являются термические ожоги.
Заболевание в целом имеет неблагоприятное течение, поэтому прогностическая оценка для адекватных реанимационно-лечебных мероприятий приобретает особое значение при такой патологии.
Существует несколько систем прогноза («правило сотни», индекс Франко и др.), и в практической комбустиологии этот вопрос остается окончательно нерешенным.

## Системные эффекты ожоговой травмы
Ожоговая травма — это не только местное повреждение тканей в области действия поражающего агента,но и комплексная реакция организма на полученное повреждение.
Последствия ожоговой травмы можно разделить на три большие группы:
1.Ожоговая болезнь.
2. Синдром эндогенной интоксикации
3. Ожоговая инфекция с ожоговым сепсисом  .

## Проявления
Течение заболевания зависит от вида и площади ожога, его глубины, наличия сопутствующей патологии, возраста пострадавшего и скорости и эффективности проведения неотложных и лечебных мероприятий.
Ожоговая болезнь имеет характерную этапность течения: ожоговый шок, токсемия, септикотоксемия, ожоговое истощение , реконвалесценция.
В каждом периоде могут наступать необратимые изменения в организме, ведущие к биологической смерти .
Ожоговый шок длится до 72 часов с момента действия повреждающего фактора.
Стадия Токсемии длится 3-14 суток. Характерны хирургический эндотоксикоз и развитие ранней фазы нарушений в жизненно важных системах организма. В крови начинают циркулировать продукты распада собственных тканей с участков опеки – происходит аутоинтоксикация, нарушается тканевое кровообращение и возникает циркуляторно-токсическая гипоксия тканей.
Клиническими признаками развития данной стадии являются появление лихорадки и нормализация диуреза , цианоза и побледнения каждых покровов. Пациента беспокоит головная боль , тошнота , рвота , резкая слабость, потеря аппетита, бессонница . Объективно можно обнаружить токсический отек мозга, миокардит, парез кишечника, иногда кровотечения и перфорации острых язв ЖКТ.
Стадия Септикотоксемия длится до 7 дней. Развиваются гнойно-септические осложнения местного и общего характера.
Патологические конфигурации в жизненно принципиальных органах достигают наибольшего проявления - печеночно-почечная недостаточность, гиповолемия, ацидоз, анемия, гипопротеинемия. Некоторые источники утверждают, что при вовремя осуществленных неотложных и лечебных мероприятиях при развитии ожоговой болезни можно избежать появления септикотоксемии.
Ожоговое истощение характеризуется развитием кахексии, анемией, осложнениями—пневмонией, гломерулонефритом].
Стадия Реконвалесценции длится до 2 месяцев и является благоприятным результатом завершения ожоговой болезни.
Приблизительно половина всех обожженных с глубокими ожогами требует реконструктивно-восстановительных операций в обязательном порядке.
Окончательные патологические конфигурации во внутренних органах выявляют у 6% пострадавших.
В отдаленном периоде может быть образование карциномы ожогового рубца (Majorlin tumor).

## Стадии развития ожоговой болезни
Выделяют четыре основных этапа развития:
1. Ожоговый шок. Длится 12—48 часов, при тяжёлой степени — до 72 часов. Ожоговый шок по механизму возникновения — гиповолемический, это прежде всего нарушение микрогемодинамики в результате патологического перераспределения кровообращения.
2. Острая ожоговая токсемия. Длится до появления инфекции в ранах от 3 до 12 дней, чаще — 8—9 дней. Возникает вследствие поступления в кровь продуктов распада тканей, подвергшихся ожогу.
3. Ожоговая септикотоксемия. Этап от момента появления нагноения в ранах до момента их заживления или хирургической обработки. Длится от нескольких недель до нескольких месяцев. Является реакцией организма на жизнедеятельность микрофлоры, развивающейся в ране.
4. Восстановление. Начинается после заживления и закрытия ожоговых ран. Рана очищается (самостоятельно или хирургически), дно раны покрывается грануляциями или эпителизируется, в зависимости от глубины поражения.